# Petrolato

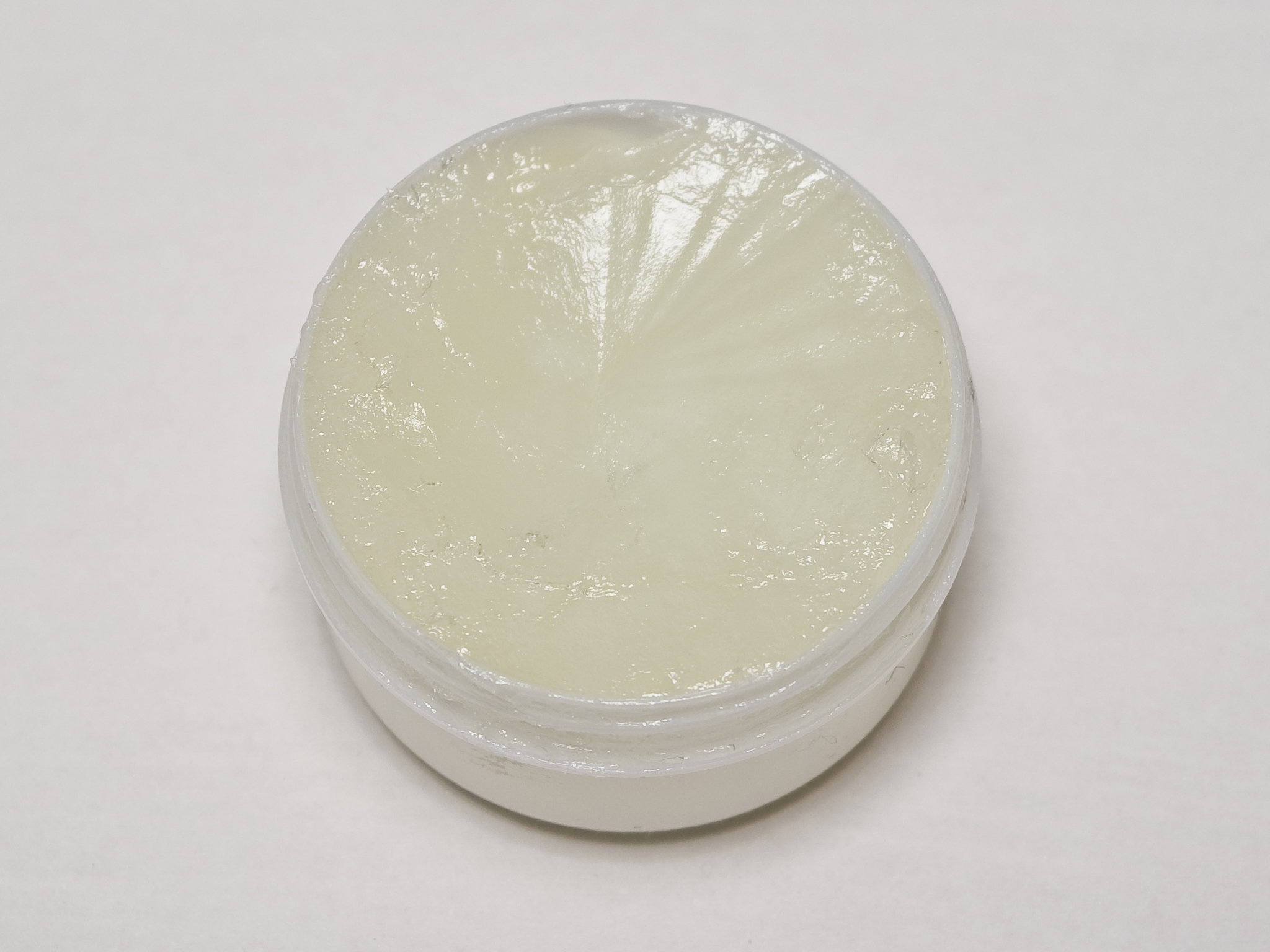
Vaselina bianca

Il petrolato, o vaselina o gel di petrolio, è una gelatina ottenuta dal petrolio per raffinazione. Essendo il componente a più alta temperatura di ebollizione, durante la distillazione del petrolio rimane dopo la totale evaporazione dell'olio. 
Fu prodotto per la prima volta dalla Chesebrough Manufacturing e il suo nome commerciale, vaselina, è ormai entrato nell'uso quotidiano e spesso indica, seppur impropriamente, il petrolato in generale. La vaselina pura non contiene tracce di petrolio.

## Storia
Il composto fu individuato nel 1859 a Brooklyn, New York, da Robert Chesebrough che si occupava d'impianti di sostanze paraffiniche negli impianti di perforazione. La studiò nel suo laboratorio e in pochi mesi ne produsse dapprima alcuni campioni poi grossi quantitativi. Diede alla sostanza il nome di vaselina, composto dalla parola tedesca wasser (acqua) e dalla greca elaion (olio). 
Nel 1872 brevettò (U.S. patent 127.568) il processo industriale per ottenerla; questo brevetto afferma che la distillazione a caldo sotto vuoto richiede meno calore rispetto a quella a pressione ambiente e fornisce una gelatina di miglior qualità.

## Composizione
È costituito da idrocarburi saturi composti di solito da almeno 25 atomi di carbonio. La sua formula dettagliata varia a seconda della qualità del petrolio usato e del metodo di raffinamento adottato. Le qualità migliori sono chiamate petrolato bianco e trovano impiego nella farmaceutica e nella cosmetica; le meno pregiate sono chiamate petrolato ambrato, petrolato giallo, petrolato marrone, sono contaminate da composti di raffinazione quali idrocarburi policiclici aromatici (IPA) a più basso peso molecolare a volte cancerogeni e trovano impiego nei settori dell'industria e dei lubrificanti, in particolare per la produzione dell'olio di vaselina e del grasso di vaselina.

## Aspetto
Il petrolato è una pasta cerosa semitrasparente di colore neutro o bianco neve per le miscele più pure e di ottima qualità, giallo ambrato per le meno pregiate.
La vaselina è una preparazione pastosa inodore semisolida di idrocarburi; il punto di fusione si colloca appena sotto i 37 °C, l'aspetto è incolore oppure giallo opalescente. Non si ossida se esposta all'aria e non reagisce prontamente a contatto con gli agenti chimici. È solubile nel cloroformio, nel benzene, nel disolfuro di carbonio e nell'olio di trementina. Si scioglie nell'etere tiepido e nell'alcool caldo e quando raffredda si separa in fiocchi.

## Proprietà fisiche
| Punto di ebollizione       | 302 °C                                  |
| Punto di fusione           | dai 36 °C ai 60 °C a seconda del tipo   |
| Punto di infiammabilità    | dai 182 °C ai 221 °C a seconda del tipo |
| Punto di autoaccensione    | > 290 °C                                |
| Densità                    | 0.9 g/cm³                               |
| Solubilità in acqua        | insolubile                              |
| Tensione di vapore a 20 °C | < 1,3 Pa                                |

## Processo produttivo
Il processo originale inventato da Robert Chesebrough per la vaselina consiste nell'accurata distillazione di petrolio grezzo operata sottovuoto per minimizzare gli effetti della pirolisi e nel successivo filtraggio con filtri a grani di carbone fossile riscaldati a più di 50 °C con getti di vapore. Il prodotto in uscita dal filtro è inizialmente incolore e di ottima qualità; a mano a mano che le caratteristiche del filtro e del distillato iniziano a degradare il prodotto ottenuto assume colore giallastro e la sua qualità peggiora. Per la filtrazione si usa anche il carbone animale.

## Impieghi
Nel brevetto originale di Robert Chesebrough sono indicati numerosi impieghi soprattutto nel settore dei lubrificanti. Oggi la vaselina di miglior qualità è usata in campo farmaceutico per la produzione di pomate, gel per le labbra, antimicotici; in campo cosmetico per i balsami per capelli e i lucidalabbra. Non è invece adatta come lubrificante speciale per i preservativi, sebbene talvolta sia stata usata per questo scopo, poiché ne deteriora il lattice. Viene usata in aeronautica per rilasciare fumo dagli aerei acrobatici. Si usa nelle creme per radersi dedicate alla rasatura con i rasoi a mano, mai con quelli elettrici. Può lubrificare le valvole in ottone e spalmata sui denti può renderli più lucidi.
Per la sua funzione lubrificante può essere utilizzato in prodotti da applicare sulle parti intime.

## Rischi ambientali
Diversamente dalle frazioni più raffinate (petrolato bianco) impiegate nei preparati cosmetici e farmaceutici, le frazioni meno raffinate (petrolato giallo, ambrato, marrone) destinate a impieghi industriali (lubrificanti, ecc.) possono contenere composti cancerogeni come gli idrocarburi policiclici aromatici, e pertanto solo a queste frazioni industriali l'Unione europea ha applicato la frase di rischio R45 con la nota N specifica delle sostanze che possono provocare il cancro.